# Wielki Krywań

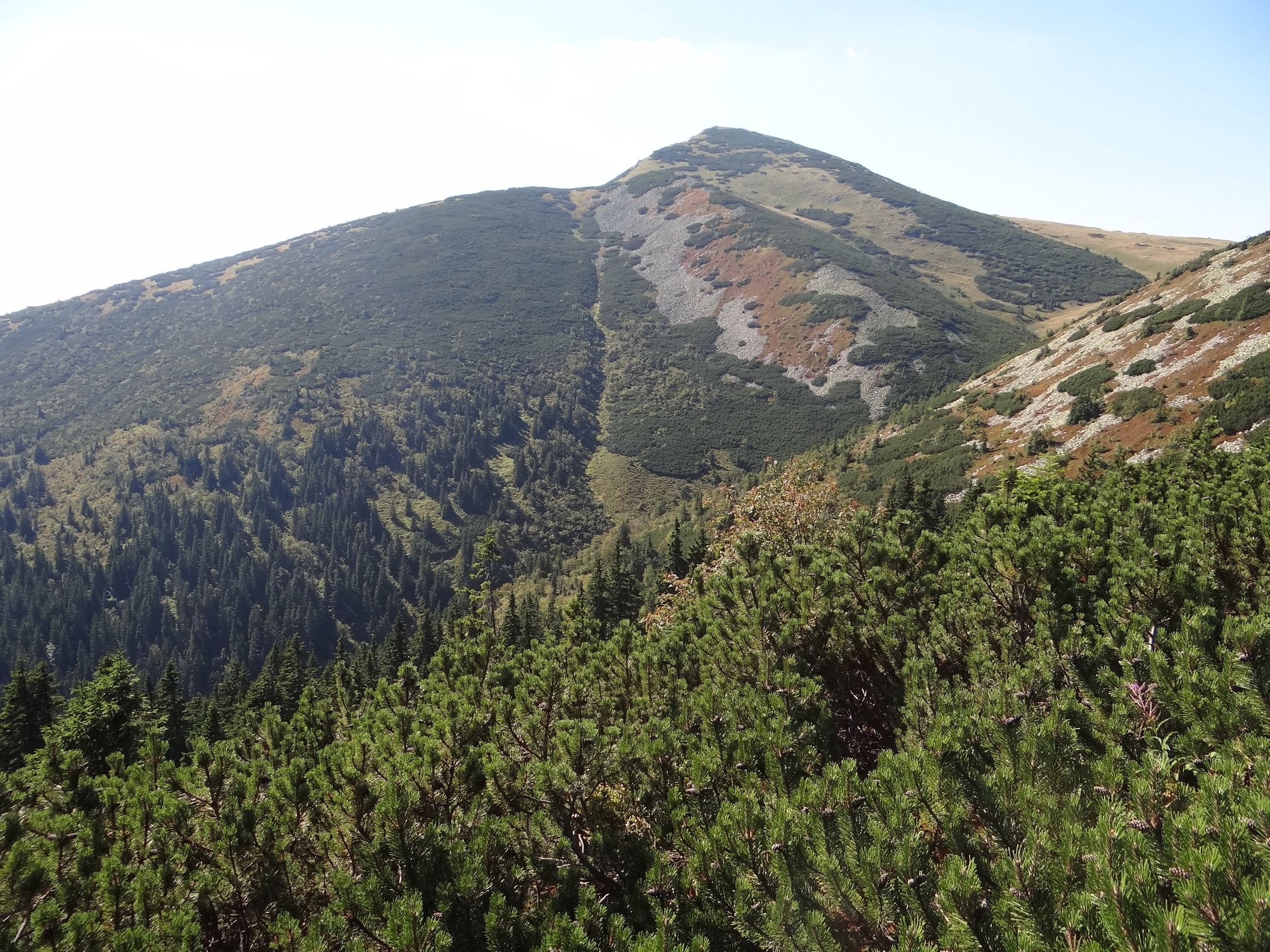
Wielki Krywań i Snilovská dolina

Wielki Krywań (słow. Veľký Kriváň; 1709 m) – najwyższy szczyt pasma górskiego Mała Fatra w Centralnych Karpatach Zachodnich na Słowacji.

## Topografia i rzeźba terenu
Masyw Wielkiego Krywania znajduje się w głównej grani  Małej Fatry Krywańskiej, pomiędzy szczytem Pekelník (1609 m) i przełęczą Snilovské sedlo (1524 m) oddzielającą go od Chleba (trzeciego co do wysokości szczytu Małej Fatry). W grani głównej znajduje się przedwierzcholek Wielkiego Krywania, główny wierzchołek wysunięty jest ok. 200 m na południe od głównej grani. Wielki Krywań wznosi się nad kilkoma dolinami; od południowej strony jest to Snilovská dolina i dolina potoku Studenec, od północnej Dolina za Kraviarskym i Stará dolina.

## Przyroda
Trzon Wielkiego Krywania zbudowany jest ze skał krystalicznych (granity), ale przykryty jest czapą wapieni i dolomitów serii wierchowej. Wierzchołek jest skalisto-trawiasty, w zboczach występują gołoborza i żleby. Występuje tutaj naturalne piętro halne (sztucznie obniżone przez wypas) i piętro kosodrzewiny, regiel górny i regiel dolny. Północno-wschodnie stoki Wielkiego Krywania to obszar ochrony ścisłej o nazwie rezerwat przyrody Chleb.

## Turystyka
Szczyt Wielkiego Krywania jest łatwo dostępny dzięki kolejce gondolowej Vrátna - Chleb z Vratnej doliny na Snilovské sedlo. Na wierzchołek prowadzi krótka ścieżka od czerwonego szlaku grzbietowego. Szczyt jest doskonałym punktem widokowym. Panorama widokowa z niego obejmuje niemal całe pasmo Małej Fatry, jedynie szczyt Suchý jest zasłonięty przez Mały Krywań. Widoczna jest także Kysucká vrchovina, szczyty Beskidu Żywieckiego (Wielka Racza i Babia Góra), Wielki Chocz, Tatry, Niżne Tatry i Wielka Fatra.

## Szlak turystyczny
Biegnący granią Wielkiego Krywania czerwony szlak to fragment międzynarodowego szlaku turystycznego E3. 
  odcinek: Nezbudská Lúčka – Podhradské – Chata pod Suchým – sedlo Príslop pod Suchým – Javorina – Suchý – sedlo Vráta – Stratenec – sedlo Priehyb – Mały Krywań – Koniarky – Bublen – Pekelník – Wielki Krywań –  Snilovské sedlo –  Chleb – Hromové – Steny – Poludňový grúň – Stoh – Medziholie – Wielki Rozsutec – Medzirozsutce – Mały Rozsutec – Príslop nad Bielou – Zázrivá